# Herb gminy Konopiska
Herb gminy Konopiska – symbol gminy Konopiska, autorstwa Magdaleny Jarosz, ustanowiony 6 maja 1994.

## Wygląd i symbolika
Herb przedstawia na tarczy dzielonej w pas w polu górnym niebieskim trzy żółte konopie (nawiązanie do nazwy gminy), natomiast w polu dolnym czarnym złotą karbidówkę z czerwonym płomieniem (symbol tradycji górniczych gminy).